# مارسيل دومون
مارسيل دومون (بالفرنسية: Marcel Dumont)‏ هو مخرج فرنسي، ولد في 8 يونيو 1885 في الدائرة الرابعة في باريس في فرنسا، وتوفي في 10 فبراير 1951 في باريس في فرنسا.

## وصلات خارجية
- مارسيل دومون على موقع IMDb (الإنجليزية)